# Farmers Insurance Open
Farmers Insurance Open är en professionell golftävling på den amerikanska PGA Touren. Tävlingen har spelats sedan 1952, alltid i San Diego, och ursprungligen under namnet San Diego Open. Tävlingen spelas nu på Torrey Pines Golf Course under antingen januari eller februari månad och tillhör då PGA Tourens  "West Coast Swing".
Tävlingen hade tidigare sångaren Andy Williams namn på titeln, och mellan 1968 och 1980 hette tävlingen "Andy Williams-San Diego Open Invitational". Andra sponsorer har varit Buick, som var titelsponsor ("Buick Invitational") mellan 1992 och 2010. Även Shearson Lehman Brothers, Isuzu och Wickers var titelsponsorer under 1980-talet. Sedan 2010 är Farmers Insurance Group titelsponsor.
Tävlingen spelades först på San Diego Country Club under åren 1952-1953, för att spelas på Rancho Santa Fe Golf Club 1954. Tävlingen spelades sedan på Mission Valley Country Club 1955, och sedan Singing Hills Country Club 1956, för att sedan flyttas tillbaka till Mission Valley Country Club 1957-1961. Tävlingen spelades på Stardust Country Club 1962-1963 och på Rancho Bernardo Country Club 1964, och sedan tillbaka till Stardust Country Club 1965-1967.
Sedan 1968 har tävlingen spelats på Torrey Pines Golf Course, en 36-håls anläggning utanför San Diego, där spelarna delas upp mellan den södra och norra banan. På den södra banan spelas senare alltid de sista 18 hålen. År 2008 spelades US Open på Torrey Pines södra bana, en upplaga som vanns av Tiger Woods.

## Vinnare
| År                                          | Spelare                                                  | Resultat                                                 | Mot par                                                  | Segermarginal                                            | Runner(s)-up                                                                                   |
| Farmers Insurance Open                      | Farmers Insurance Open                                   | Farmers Insurance Open                                   | Farmers Insurance Open                                   | Farmers Insurance Open                                   | Farmers Insurance Open                                                                         |
| ------------------------------------------- | -------------------------------------------------------- | -------------------------------------------------------- | -------------------------------------------------------- | -------------------------------------------------------- | ---------------------------------------------------------------------------------------------- |
| 2021                                        | Patrick Reed                                             | 274                                                      | −14                                                      | 5 slag                                                   | Tony Finau Viktor Hovland Henrik Norlander Ryan Palmer Xander Schauffele                       |
| 2020                                        | Marc Leishman                                            | 273                                                      | −15                                                      | 1 slag                                                   | Jon Rahm                                                                                       |
| 2019                                        | Justin Rose                                              | 267                                                      | −21                                                      | 2 slag                                                   | Adam Scott                                                                                     |
| 2018                                        | Jason Day (2)                                            | 278                                                      | −10                                                      | Särspel                                                  | Alexander Norén Ryan Palmer                                                                    |
| 2017                                        | Jon Rahm                                                 | 275                                                      | −13                                                      | 3 slag                                                   | Charles Howell III Pan Cheng-tsung                                                             |
| 2016                                        | Brandt Snedeker (2)                                      | 282                                                      | −6                                                       | 1 slag                                                   | K. J. Choi                                                                                     |
| 2015                                        | Jason Day                                                | 279                                                      | −9                                                       | Särspel                                                  | Harris English J. B. Holmes Scott Stallings                                                    |
| 2014                                        | Scott Stallings                                          | 279                                                      | −9                                                       | 1 slag                                                   | K. J. Choi Jason Day Graham DeLaet Marc Leishman Pat Perez                                     |
| 2013                                        | Tiger Woods (7)                                          | 274                                                      | −14                                                      | 4 slag                                                   | Brandt Snedeker Josh Teater                                                                    |
| 2012                                        | Brandt Snedeker                                          | 272                                                      | −16                                                      | Särspel                                                  | Kyle Stanley                                                                                   |
| 2011                                        | Bubba Watson                                             | 272                                                      | −16                                                      | 1 slag                                                   | Phil Mickelson                                                                                 |
| 2010                                        | Ben Crane                                                | 275                                                      | −13                                                      | 1 slag                                                   | Marc Leishman Michael Sim Brandt Snedeker                                                      |
| Buick Invitational                          |                                                          |                                                          |                                                          |                                                          |                                                                                                |
| 2009                                        | Nick Watney                                              | 277                                                      | −11                                                      | 1 slag                                                   | John Rollins                                                                                   |
| 2008                                        | Tiger Woods (6)                                          | 269                                                      | −19                                                      | 8 slag                                                   | Ryuji Imada                                                                                    |
| 2007                                        | Tiger Woods (5)                                          | 273                                                      | −15                                                      | 2 slag                                                   | Charles Howell III                                                                             |
| 2006                                        | Tiger Woods (4)                                          | 278                                                      | −10                                                      | Särspel                                                  | Nathan Green] José María Olazábal                                                              |
| 2005                                        | Tiger Woods (3)                                          | 272                                                      | −16                                                      | 3 slag                                                   | Luke Donald Charles Howell III Tom Lehman                                                      |
| 2004                                        | John Daly                                                | 278                                                      | −10                                                      | Särspel                                                  | Luke Donald Chris Riley                                                                        |
| 2003                                        | Tiger Woods (2)                                          | 272                                                      | −16                                                      | 4 slag                                                   | Carl Pettersson                                                                                |
| 2002                                        | José María Olazábal                                      | 275                                                      | −13                                                      | 1 slag                                                   | J. L. Lewis Mark O'Meara                                                                       |
| 2001                                        | Phil Mickelson (3)                                       | 269                                                      | −19                                                      | Särspel                                                  | Frank Lickliter Davis Love III                                                                 |
| 2000                                        | Phil Mickelson (2)                                       | 270                                                      | −18                                                      | 4 slag                                                   | Shigeki Maruyama Tiger Woods                                                                   |
| 1999                                        | Tiger Woods                                              | 266                                                      | −22                                                      | 2 slag                                                   | Billy Ray Brown                                                                                |
| 1998                                        | Scott Simpson                                            | 204*                                                     | −12                                                      | Särspel                                                  | Skip Kendall                                                                                   |
| 1997                                        | Mark O'Meara                                             | 275                                                      | −13                                                      | 2 slag                                                   | Donnie Hammond Mike Hulbert Lee Janzen David Ogrin Jesper Parnevik Craig Stadler Duffy Waldorf |
| 1996                                        | Davis Love III                                           | 269                                                      | −19                                                      | 2 slag                                                   | Phil Mickelson                                                                                 |
| Buick Invitational of California            |                                                          |                                                          |                                                          |                                                          |                                                                                                |
| 1995                                        | Peter Jacobsen                                           | 269                                                      | −19                                                      | 4 slag                                                   | Mark Calcavecchia Mike Hulbert Hal Sutton Kirk Triplett                                        |
| 1994                                        | Craig Stadler                                            | 268                                                      | −20                                                      | 1 slag                                                   | Steve Lowery                                                                                   |
| 1993                                        | Phil Mickelson                                           | 278                                                      | −10                                                      | 4 slag                                                   | Dave Rummells                                                                                  |
| 1992                                        | Steve Pate (2)                                           | 200*                                                     | −16                                                      | 1 slag                                                   | Chip Beck                                                                                      |
| Shearson Lehman Brothers Open               |                                                          |                                                          |                                                          |                                                          |                                                                                                |
| 1991                                        | Jay Don Blake                                            | 268                                                      | −20                                                      | 2 slag                                                   | Bill Sander                                                                                    |
| Shearson Lehman Hutton Open                 |                                                          |                                                          |                                                          |                                                          |                                                                                                |
| 1990                                        | Dan Forsman                                              | 275                                                      | −13                                                      | 2 slag                                                   | Tommy Armour III                                                                               |
| 1989                                        | Greg Twiggs                                              | 271                                                      | −17                                                      | 2 slag                                                   | Steve Elkington Brad Faxon Mark O'Meara Mark Wiebe                                             |
| Shearson Lehman Hutton Andy Williams Open   |                                                          |                                                          |                                                          |                                                          |                                                                                                |
| 1988                                        | Steve Pate                                               | 269                                                      | −19                                                      | 1 slag                                                   | Jay Haas                                                                                       |
| Shearson Lehman Brothers Andy Williams Open |                                                          |                                                          |                                                          |                                                          |                                                                                                |
| 1987                                        | George Burns                                             | 266                                                      | −22                                                      | 4 slag                                                   | J. C. Snead Bobby Wadkins                                                                      |
| 1986                                        | Bob Tway                                                 | 204*                                                     | −12                                                      | Särspel                                                  | Bernhard Langer                                                                                |
| Isuzu-Andy Williams San Diego Open          |                                                          |                                                          |                                                          |                                                          |                                                                                                |
| 1985                                        | Woody Blackburn                                          | 269                                                      | −19                                                      | Särspel                                                  | Ron Streck                                                                                     |
| 1984                                        | Gary Koch                                                | 272                                                      | −16                                                      | Särspel                                                  | Gary Hallberg                                                                                  |
| 1983                                        | Gary Hallberg                                            | 271                                                      | −17                                                      | 1 slag                                                   | Tom Kite                                                                                       |
| Wickes-Andy Williams San Diego Open         |                                                          |                                                          |                                                          |                                                          |                                                                                                |
| 1982                                        | Johnny Miller                                            | 270                                                      | −18                                                      | 1 slag                                                   | Jack Nicklaus                                                                                  |
| 1981                                        | Bruce Lietzke                                            | 278                                                      | −10                                                      | Särspel                                                  | Raymond Floyd Tom Jenkins                                                                      |
| Andy Williams-San Diego Open Invitational   |                                                          |                                                          |                                                          |                                                          |                                                                                                |
| 1980                                        | Tom Watson (2)                                           | 275                                                      | −13                                                      | Särspel                                                  | D. A. Weibring                                                                                 |
| 1979                                        | Fuzzy Zoeller                                            | 282                                                      | −6                                                       | 5 slag                                                   | Billy Kratzert Wayne Levi Artie McNickle Tom Watson                                            |
| 1978                                        | Jay Haas                                                 | 278                                                      | −10                                                      | 3 slag                                                   | Andy Bean Gene Littler John Schroeder                                                          |
| 1977                                        | Tom Watson                                               | 269                                                      | −19                                                      | 5 slag                                                   | Larry Nelson John Schroeder                                                                    |
| 1976                                        | J. C. Snead (2)                                          | 272                                                      | −16                                                      | 1 slag                                                   | Don Bies                                                                                       |
| 1975                                        | J. C. Snead                                              | 279                                                      | −9                                                       | Särspel                                                  | Raymond Floyd Bobby Nichols                                                                    |
| 1974                                        | Bobby Nichols                                            | 275                                                      | −13                                                      | 1 slag                                                   | Rod Curl Gene Littler                                                                          |
| 1973                                        | Bob Dickson                                              | 278                                                      | −10                                                      | 1 slag                                                   | Billy Casper Bruce Crampton Grier Jones Phil Rodgers                                           |
| 1972                                        | Paul Harney                                              | 275                                                      | −13                                                      | 1 slag                                                   | Hale Irwin                                                                                     |
| 1971                                        | George Archer                                            | 272                                                      | −16                                                      | 3 slag                                                   | Dave Eichelberger                                                                              |
| 1970                                        | Pete Brown                                               | 275                                                      | −13                                                      | Särspel                                                  | Tony Jacklin                                                                                   |
| 1969                                        | Jack Nicklaus                                            | 284                                                      | −4                                                       | 1 slag                                                   | Gene Littler                                                                                   |
| 1968                                        | Tom Weiskopf                                             | 273                                                      | −15                                                      | 1 slag                                                   | Al Geiberger                                                                                   |
| San Diego Open Invitational                 |                                                          |                                                          |                                                          |                                                          |                                                                                                |
| 1967                                        | Bob Goalby                                               | 269                                                      | −15                                                      | 1 slag                                                   | Gay Brewer                                                                                     |
| 1966                                        | Billy Casper                                             | 268                                                      | −16                                                      | 4 slag                                                   | Tommy Aaron Tom Weiskopf                                                                       |
| 1965                                        | Wes Ellis                                                | 267                                                      | −17                                                      | Särspel                                                  | Billy Casper                                                                                   |
| 1964                                        | Art Wall, Jr.                                            | 274                                                      | −6                                                       | 2 slag                                                   | Tony Lema Bob Rosburg                                                                          |
| 1963                                        | Gary Player                                              | 270                                                      | −14                                                      | 1 slag                                                   | Tony Lema                                                                                      |
| 1962                                        | Tommy Jacobs                                             | 277                                                      | −7                                                       | Särspel                                                  | Johnny Pott                                                                                    |
| 1961                                        | Arnold Palmer (2)                                        | 271                                                      | −13                                                      | 1 slag                                                   | Al Balding                                                                                     |
| 1960                                        | Mike Souchak                                             | 269                                                      | −19                                                      | 1 slag                                                   | Johnny Pott                                                                                    |
| 1959                                        | Marty Furgol                                             | 274                                                      | −14                                                      | 1 slag                                                   | Joe Campbell Billy Casper Dave Ragan Mike Souchak Bo Wininger                                  |
| 1958                                        | Ingen tävling, datumet flyttat till våren från november. | Ingen tävling, datumet flyttat till våren från november. | Ingen tävling, datumet flyttat till våren från november. | Ingen tävling, datumet flyttat till våren från november. | Ingen tävling, datumet flyttat till våren från november.                                       |
| 1957                                        | Arnold Palmer                                            | 271                                                      | −17                                                      | 1 slag                                                   | Al Balding                                                                                     |
| Convair-San Diego Open                      |                                                          |                                                          |                                                          |                                                          |                                                                                                |
| 1956                                        | Bob Rosburg                                              | 270                                                      | −18                                                      | 2 slag                                                   | Dick Mayer                                                                                     |
| 1955                                        | Tommy Bolt (2)                                           | 274                                                      | −14                                                      | 2 slag                                                   | Johnny Palmer                                                                                  |
| San Diego Open                              |                                                          |                                                          |                                                          |                                                          |                                                                                                |
| 1954                                        | Gene Littler (a)                                         | 274                                                      | −14                                                      | 4 slag                                                   | E. J. Harrison                                                                                 |
| 1953                                        | Tommy Bolt                                               | 274                                                      | −14                                                      | 3 slag                                                   | Doug Ford                                                                                      |
| 1952                                        | Ted Kroll                                                | 276                                                      | −12                                                      | 3 slag                                                   | Jimmy Demaret                                                                                  |

(a) - amatör 
* regn - tävlingen spelades över 54 hål
^ schemalagd över 54 hål.

## Flerfaldiga vinnare
I och med 2020 har nio spelare vunnit tävlingen mer än en gång:
- 7 vinster
  - Tiger Woods: 1999, 2003, 2005, 2006, 2007, 2008, 2013
- 3 vinster
  - Phil Mickelson: 1993, 2000, 2001
- 2 vinster
  - Tommy Bolt: 1953, 1955
  - Arnold Palmer: 1957, 1961
  - J. C. Snead: 1975, 1976
  - Tom Watson: 1977, 1980
  - Steve Pate: 1988, 1992
  - Brandt Snedeker: 2012, 2016
  - Jason Day: 2015, 2018